# Ford Racing 2
Pour les articles homonymes, voir Ford Racing.
Ford Racing 2 est un jeu vidéo de course de 2003 développé par Razorworks et publié par Empire Interactive et Gotham Games . Le jeu est sorti pour Windows, Macintosh, PlayStation 2 et Xbox. C'est la suite de Ford Racing (2000), et c'est le deuxième jeu de la série Ford Racing.

## Gameplay
Ford Racing 2 propose deux modes de jeu : le Ford Challenge et la Ford Collection. Le Ford Challenge contient environ 30 défis pour le joueur, y compris des courses en tête-à-tête et des courses à durée limitée. La collection Ford permet au joueur de créer des défis personnalisables. Le joueur progresse dans le Ford Challenge en remportant des courses, ce qui débloque également de nouveaux objets et emplacements pour la Ford Collection,.
Le jeu comprend plus de 30 véhicules Ford du passé et du présent, ainsi que des véhicules concept Ford. Les pistes de course comprennent des stades, ainsi que des environnements de jungle et de désert,. Le jeu comprend un mode multijoueur et la version Xbox prend en charge l'utilisation de bandes sonores personnalisées,.

## Sortie
Aux États-Unis, la version Playstation 2 est sortie le 28 octobre 2003, tandis que la version Xbox est sortie le 3 novembre suivie de la version Windows le 11 décembre Feral Interactive a terminé une version Macintosh du jeu en octobre 2004, et l'a publiée plus tard cette année-là,,,.

## Accueil
Selon Metacritic, les versions Playstation 2 et Xbox ont reçu des « critiques mitigées ou moyennes » ,.
Tyler Winegarner de GameSpot a examiné la version Xbox et a écrit qu'en dehors des problèmes graphiques, « le plus gros problème qui empêche Ford Racing 2 d'être totalement recommandable concerne le temps que vous pouvez y consacrer. Si vous n'êtes pas un étranger aux jeux de course, vous pourrez parcourir la plupart des courses dès votre premier essai avec le réglage de difficulté standard. Cependant, il y a si peu de courses que vous pouvez terminer le jeu dans une séance d'après-midi dédiée ».  Gord Goble de GameSpot a examiné la version PC et a écrit que même s'il comportait un grand nombre de défis et de véhicules, « le jeu est en proie à une physique datée et le sentiment que vous avez déjà vu la même chose - mais en mieux. S'il était sorti quelques années auparavant, juste au moment où Need for Speed d' Electronic Arts prenait pied, Ford Racing 2 s'en serait beaucoup mieux tiré ». 
Ed Lewis d' IGN a passé en revue les versions Playstation 2 et Xbox. Lewis a critiqué la musique et les effets sonores, et a écrit que lorsque le jeu « prend enfin son rythme, il y a quelques instants de course légèrement excitante, mais ceux-ci étaient très rares. La physique d'arcade et les pistes simples en font une expérience assez fade »,. X-Play à fait l'éloge des effets sonores et des conceptions de voitures de la version Xbox, et a déclaré qu'il « n'a pas la profondeur ou les prouesses visuelles des plus grands titres de jeu course, mais il réussit en offrant une variété de types de voitures et en combinant de vrais physique de la course avec une accessibilité pick-up-and-play pour le fan occasionnel ». 
PC Gamer a écrit: « Beaucoup d'environnements de piste variés du jeu sont comparables à ceux des coureurs d'arcade A-list ». Le PlayStation Magazine américain officiel a qualifié le jeu de « étonnamment jouable », tandis que le magazine Xbox Nation a qualifié le jeu de « de tout cœur médiocre »,.  Mike Salmon de Official Xbox Magazine a critiqué les commandes, mais a noté que le jeu « semble étonnamment bon ».  Le magazine officiel australien Xbox a écrit à propos du jeu: « Destiné aux joueurs occasionnels après des courses pas chères, mais c'est très prévisible ». 
Jerry Kahlil de TeamXbox a écrit que la musique « accrocheuse » peut devenir  « extrêmement répétitive ». Kahlil a également considéré que les graphiques étaient moyens et a déclaré que « l'absence de dommages ou d'effets réalistes sur la voiture était décevant ». Cependant, il a conclu que Ford Racing 2 « est une entrée compétente dans le genre des courses d'arcade. Bien qu'il n'y ait pas beaucoup d'innovation, vous ne pouvez tout simplement pas contester un prix du billet de 19,99 $. Les fans de voitures classiques et de concept Ford devraient en prendre note ». 
Michael Miller de Inside Mac Games a passé en revue la version Macintosh. Miller a fait l'éloge des recréations fidèles des véhicules et de la variété des modes de course, mais il a critiqué les commandes et a trouvé l'interface déroutante.  Peter Cohen de Macworld a apprécié le jeu, mais a estimé que les joueurs à la recherche d'une expérience de conduite réaliste seraient probablement déçus par celui-ci.